# Lista de rios da Islândia
Lista de rios da Islândia

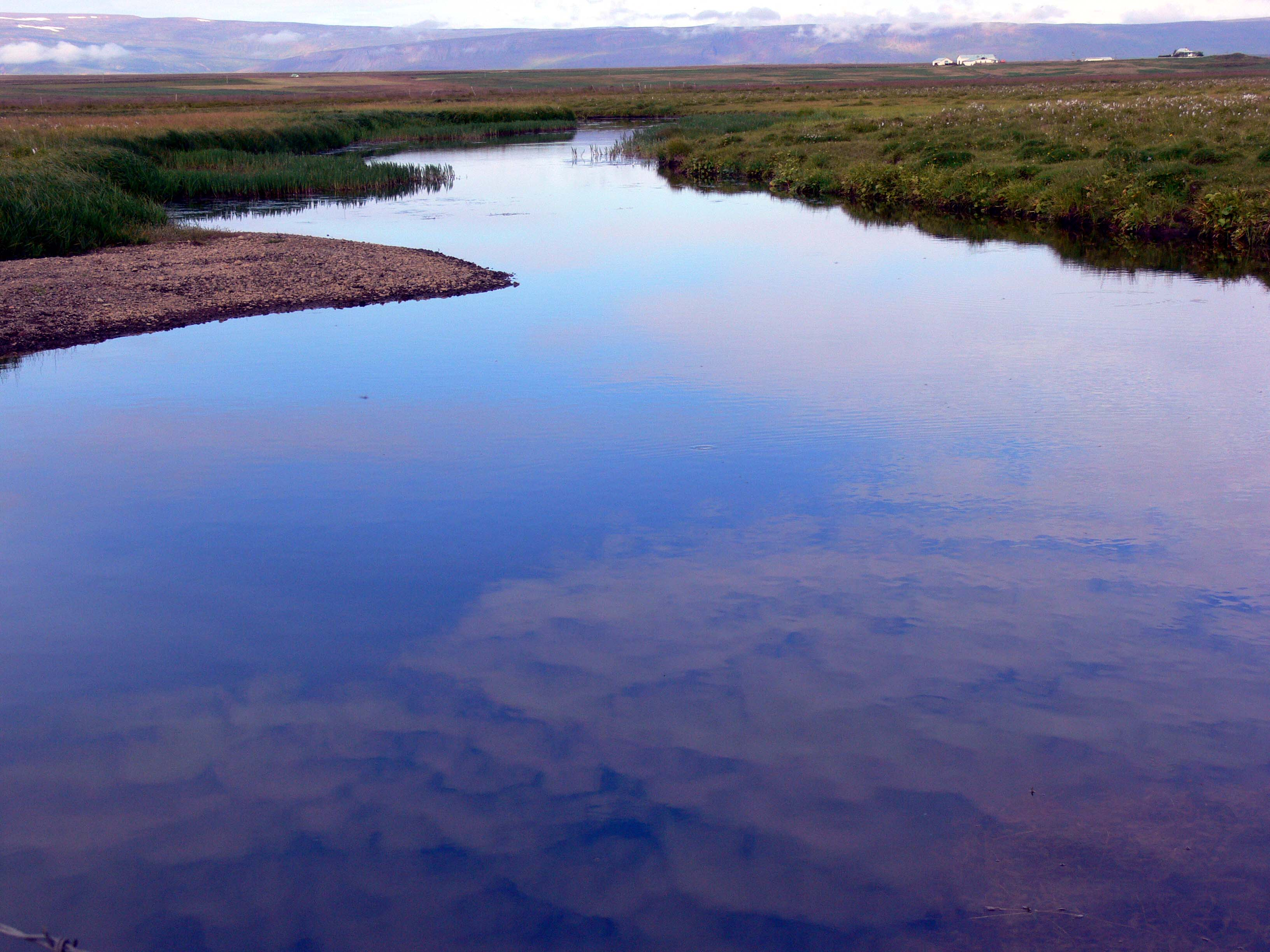
Álfar

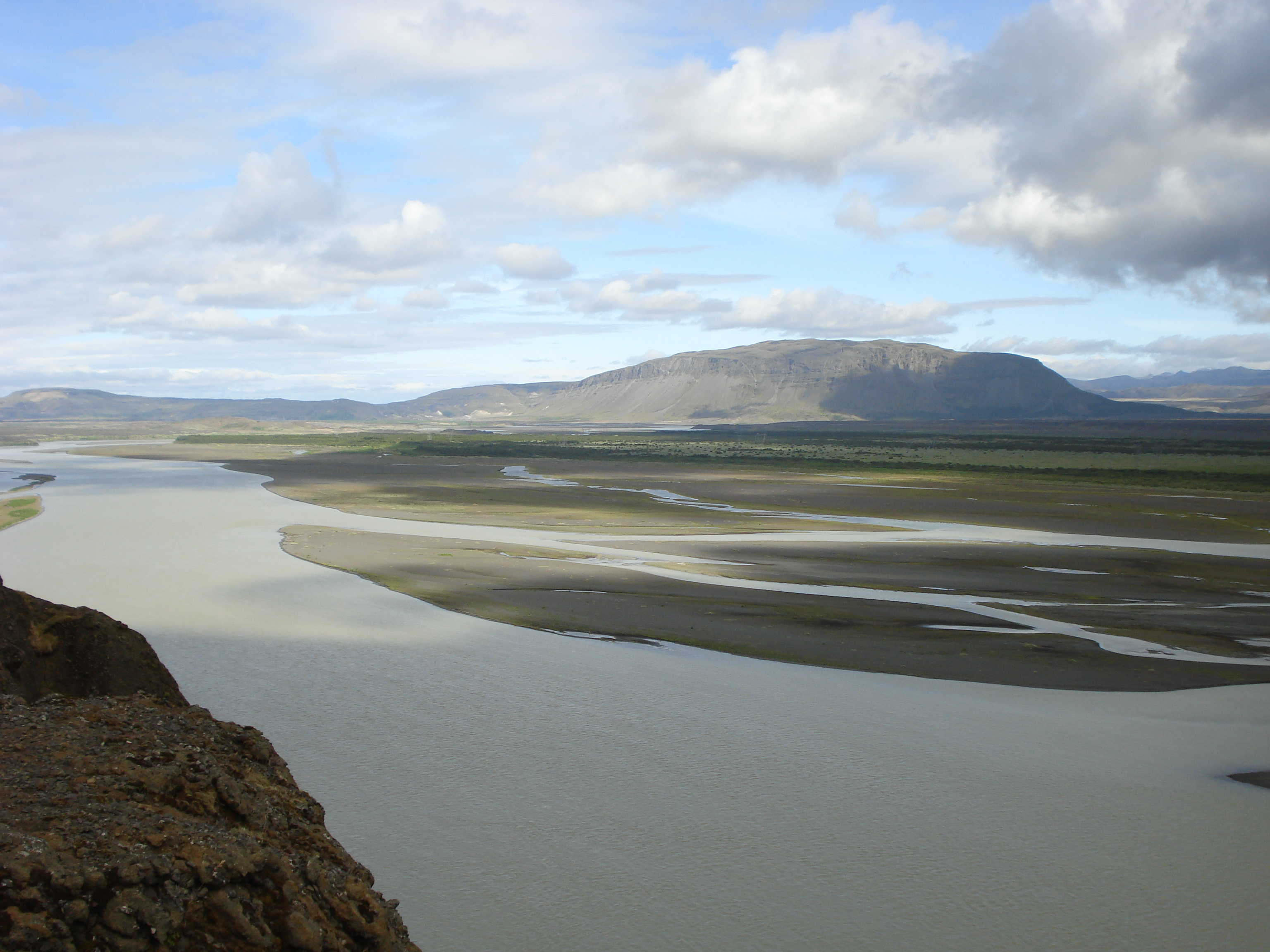
Þjórsá.

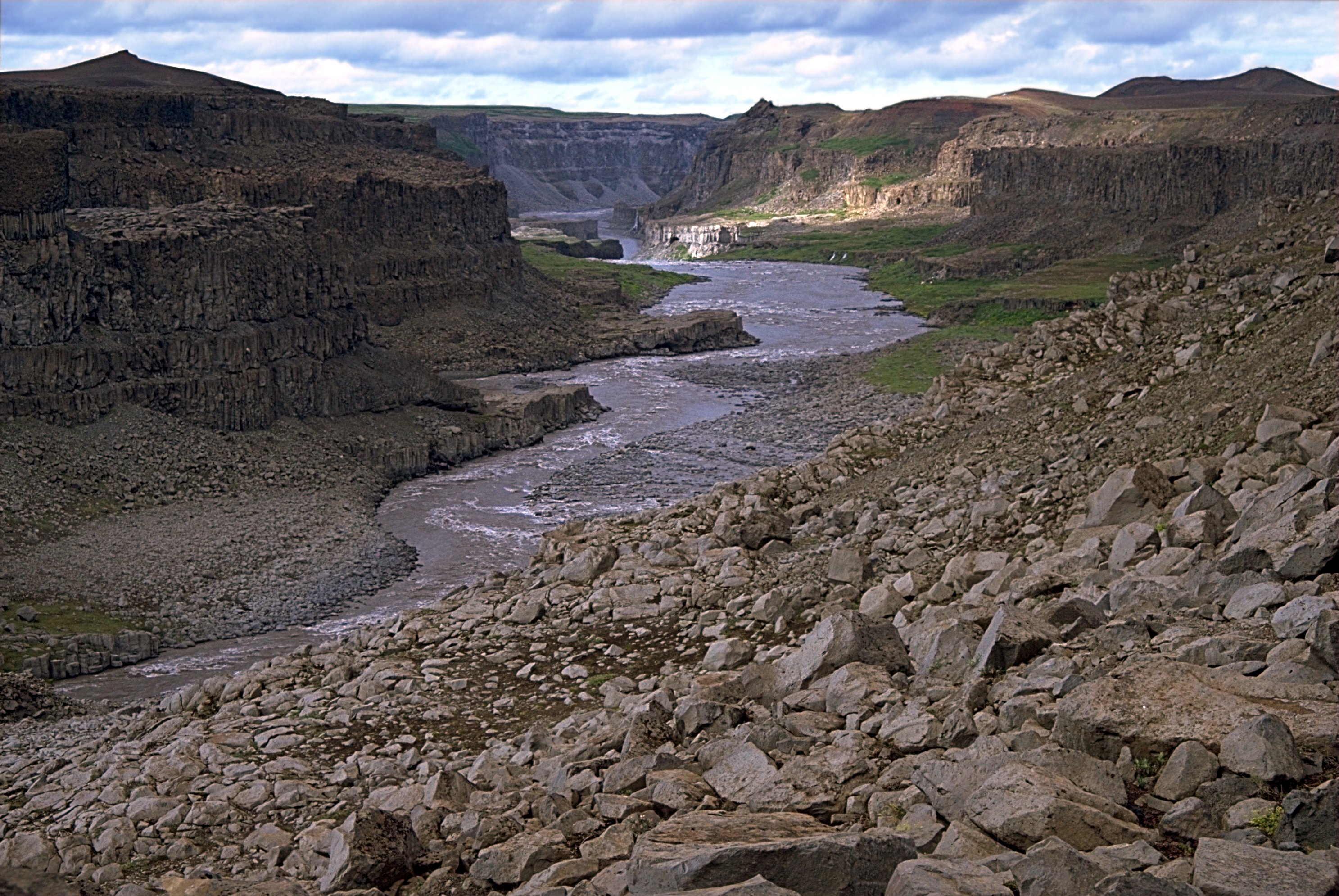
Jökulsá á Fjöllum.

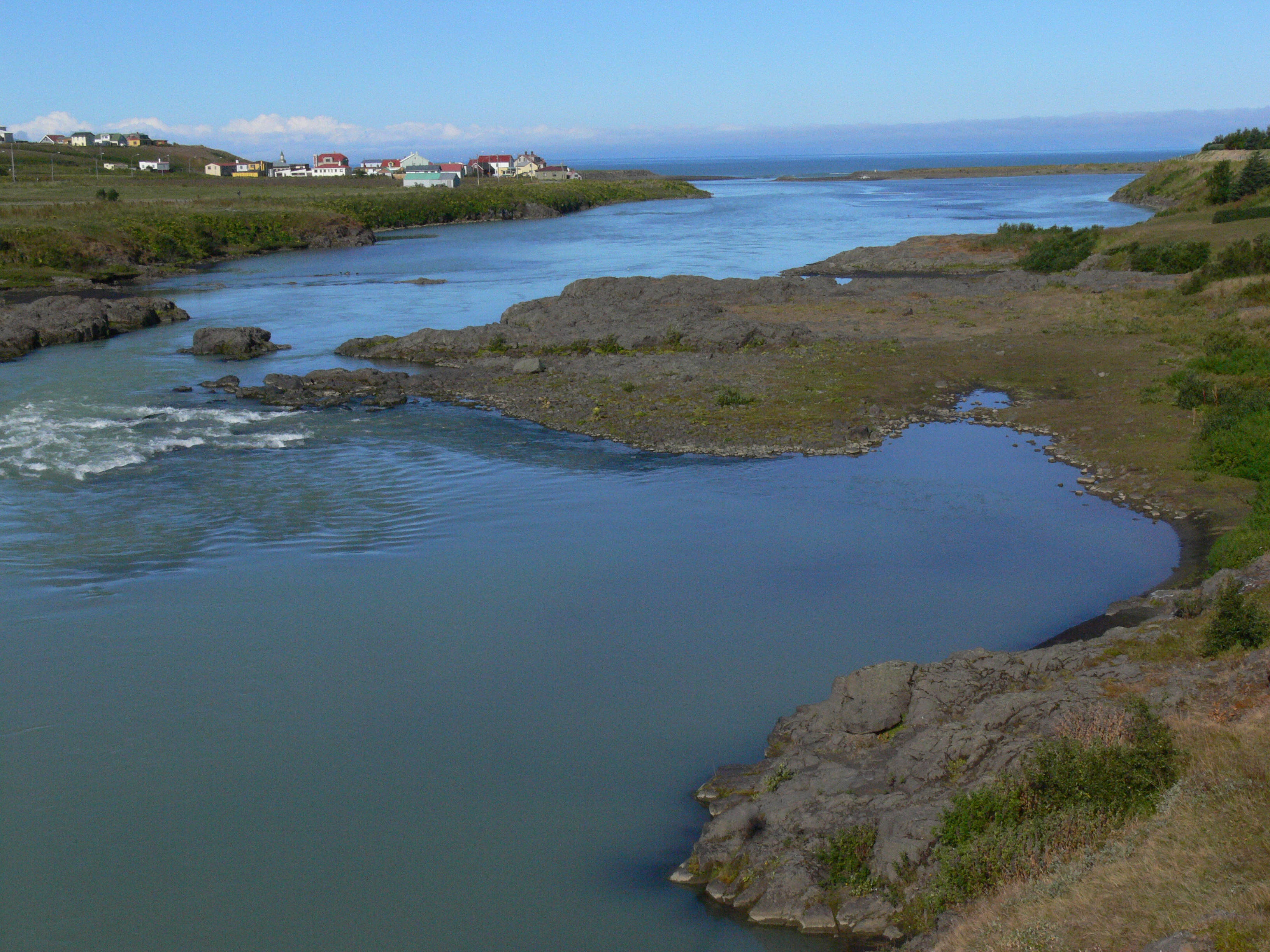
Blanda.

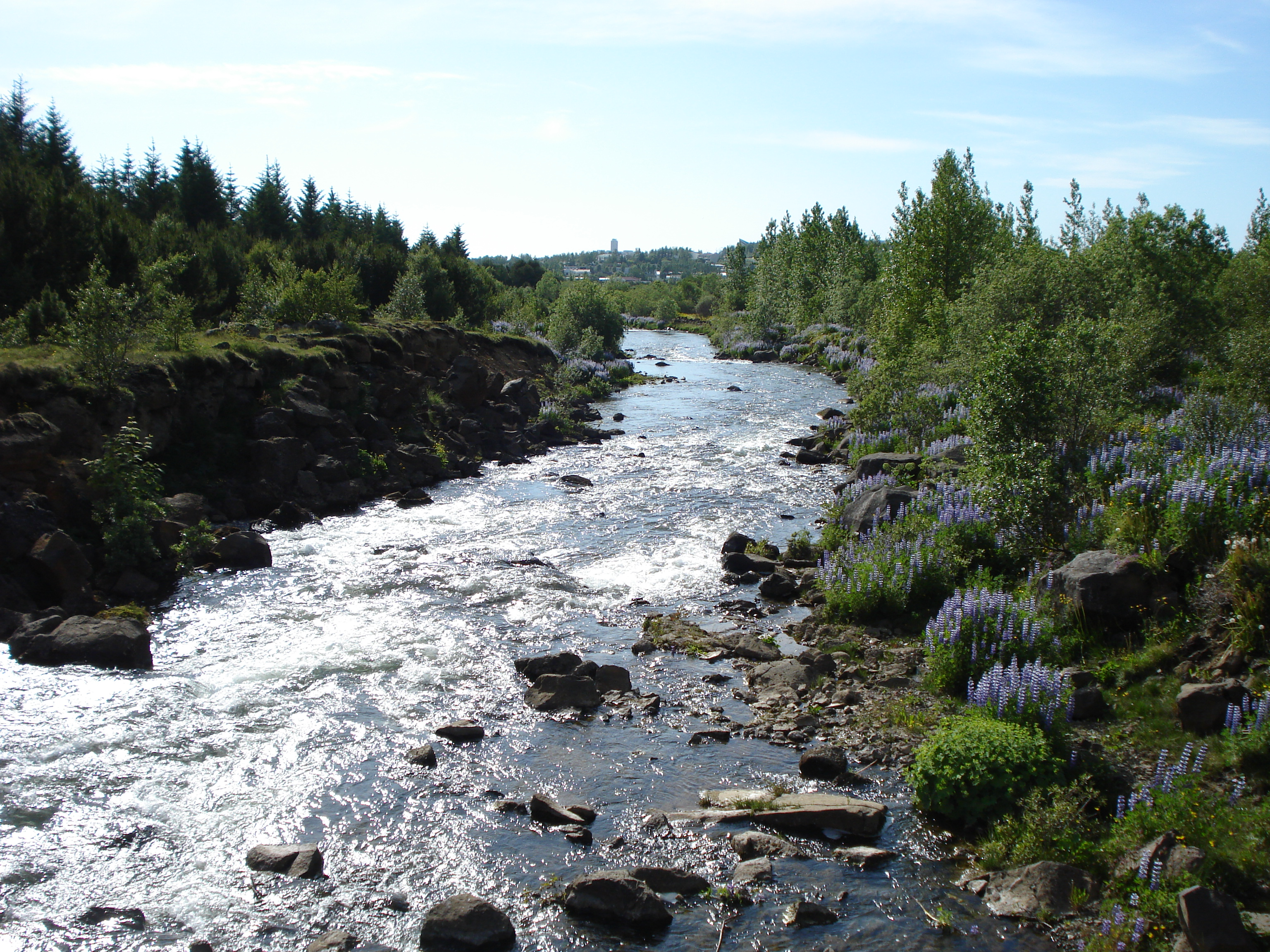
Elliðaár.

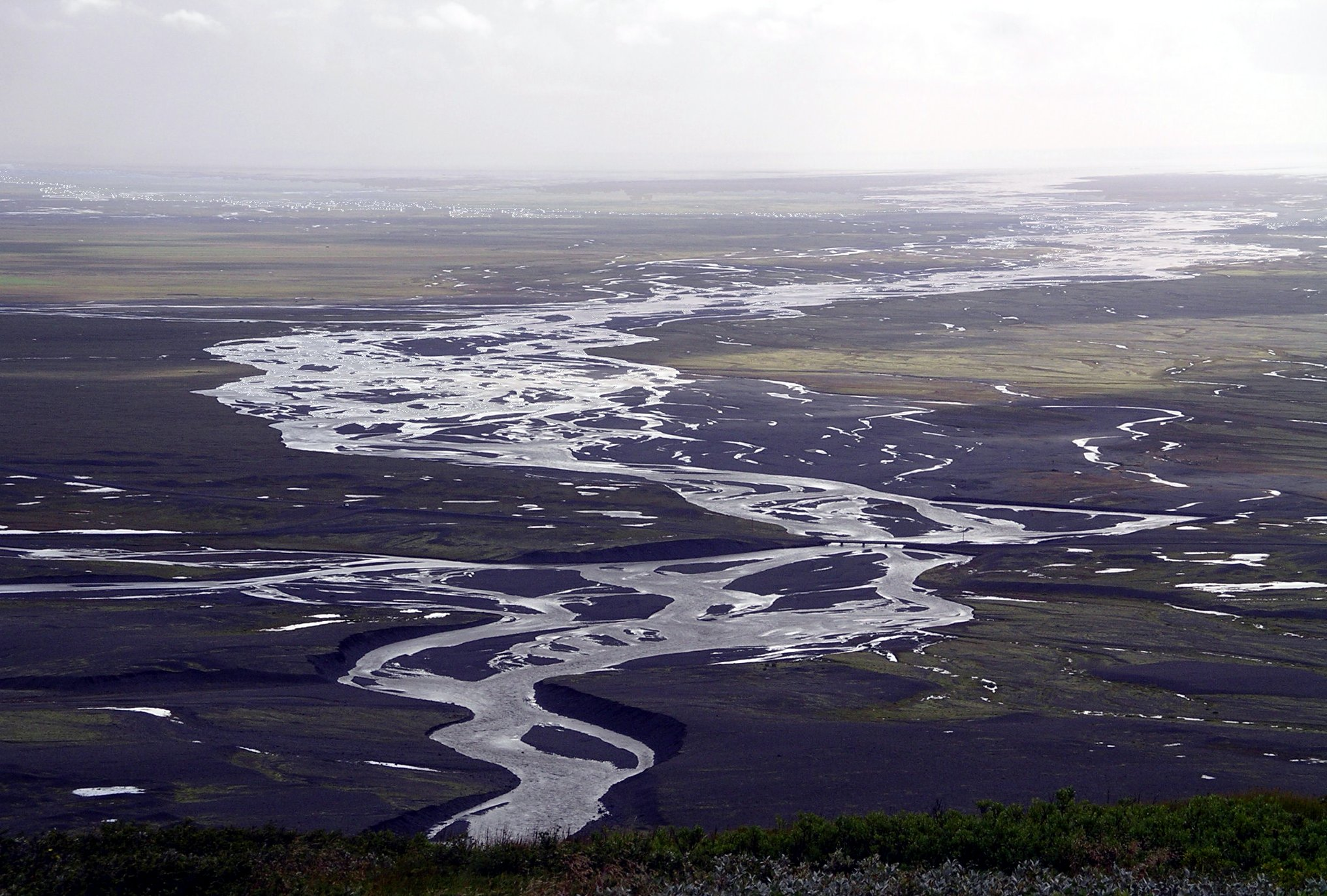
Skeiðará.

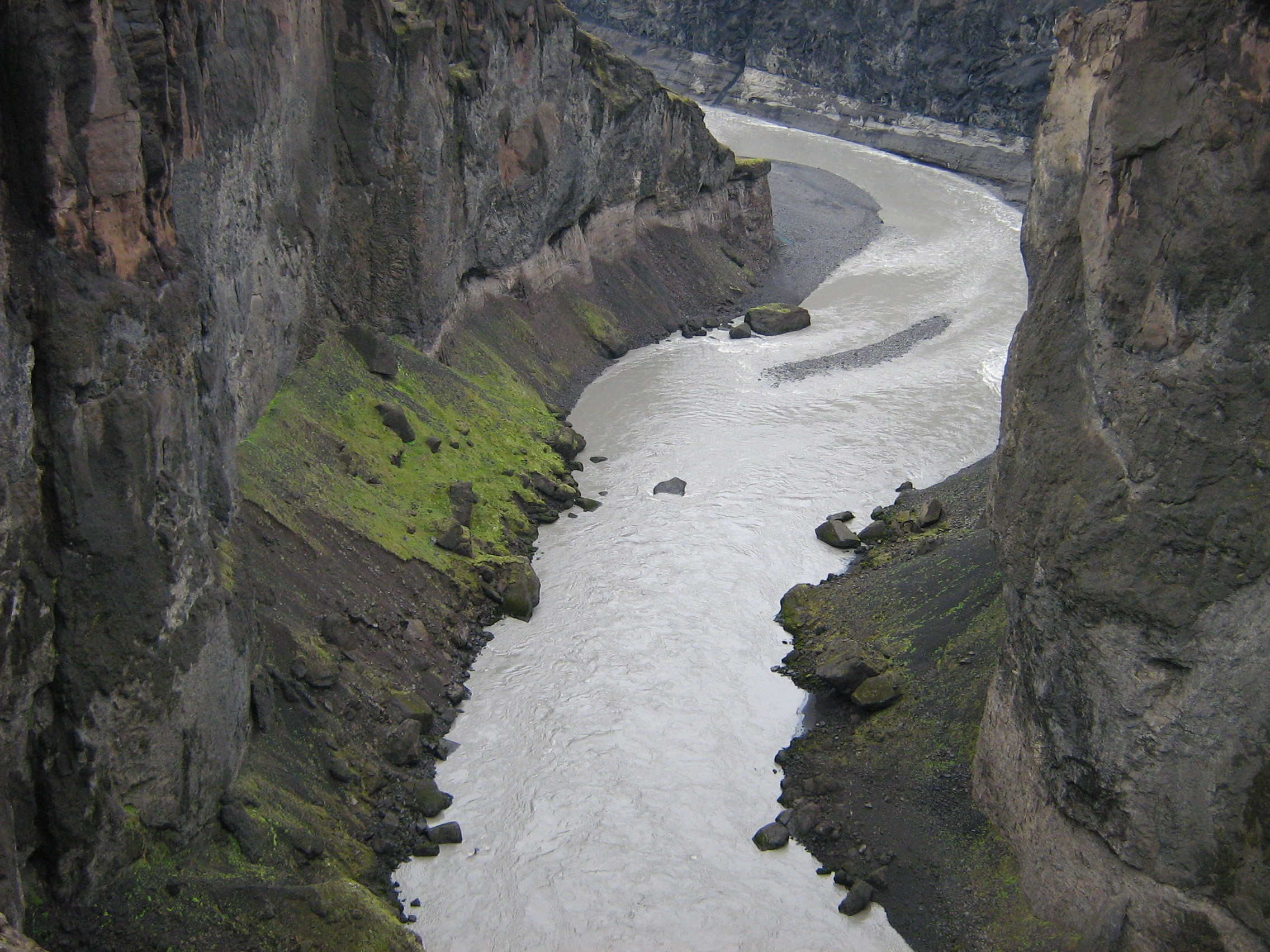
Jökulsá á Dal.

Numa ilha como a Islândia, nenhum rio é muito longo.
Nenhum dos rios da Islândia é bom para a navegação, devido à natureza do terreno e da escassez de povoamento nos planaltos centrais da Islândia, onde eles têm a sua origem. Os mais importantes são:

## Sul da Islândia
- Hvítá
- Krossá
- Kúðafljót
- Markarfljót
- Múlakvísl
- Ölfusá
- Rangá
- Skeiðará
- Skógaá
- Sog
- Þjórsá (O mais longo rio da Islândia, 230 km.)

## Área de Reykjavík
- Elliðaá

## Oeste da Islândia
- Hvítá (Borgarfjörður)
- Norðurá (Borgarfjörður)
- Fossa (Iceland)

## Fiordes Ocidentais
- Dynjandi
- Staðará (Steingrímsfirði)

## Norte da Islândia
- Blanda
- Eyjafjarðará
- Eystri Jökulsá
- Fnjóská
- Glerá
- Héraðsvötn
- Hörgá
- Jökulsá á Fjöllum
- Laxá
- Skjálfandafljót
- Vatnsdalur

## Leste da Islândia
- Lagarfljót
- Jökulsá á Dal